# مارال رحمان زاده
مارال رحمان زاده (بالأذرية: Maral Rəhmanzadə) هي فنانة أذريجانية، فنانة الشعب، الحائزة علي جائزة الدولة في جمهورية أذربيجان الاشتراكية السوفيتية.

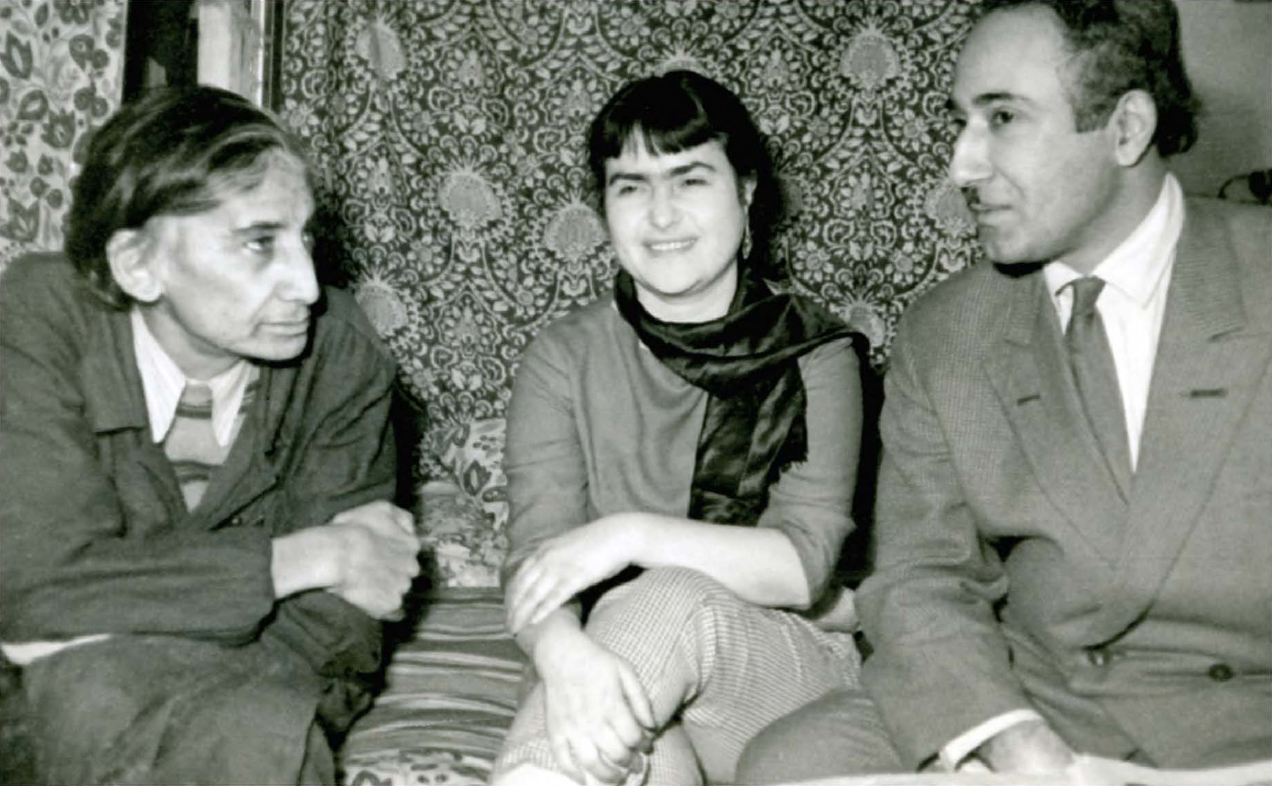
ستار بحلولزاده مع خالدة سفاروفا ومحمود تاغييف

## ولادتها والإبداع الفني
مارال رحمان زاده هي الفنانة المحترفة الأذريجانية الأولى. 
ولدت مارال في 23 يوليو عام 1916، في عاصمة باكو، وتلقت تعليمها في مدرسة الحكومية أذربيجانية للفنون وبمعهد موسكو للفنون.
تخرج من المعهد على اختصاص الرسامة في موسكو في عام 1940، بدأت طريق الإبداع الفني بدارنشر «الأدب الفني» في نفس العام.
عادت إلى باكو في نفس العام، بدأت سلسلة من أعمال مارال رحمان زاده، رسام شاب.
عكست رحمان زاده صورا جميعا للنساء الأذربيجانيات في أعمالها «أخواتي» و «بناتنا».
«بناتنا» و «أخواتي» و «وطني» و «أذربيجان» وغيرها من أعمالها الشهيرة.
وأقامت معرضًها حول العالم كإنجلترا، فرنسا، إيطاليا، اليابان، أستراليا، بلجيكا، سوريا، لبنان، إلخ).
نالت مارال رحمان زاده على وسام «شهرة» في 1966.